# Ilisia venusta nubilosa
Ilisia venusta nubilosa is een ondersoort van de tweevleugelige Ilisia venusta uit de familie steltmuggen (Limoniidae). De soort komt voor in het Nearctisch gebied.